# Lantziego
 Lantziego (en castellà: Lanciego) és un municipi d'Àlaba, de la Quadrilla de Laguardia-Rioja Alabesa. El municipi està compost per tres nuclis de població: la vila de Lantziego i els barris d'Assa i Viñaspre.